# Toumodi-Sakassou
Toumodi-Sakassou est une localité du centre de la Côte d'Ivoire et appartenant au département de Sakassou, Région de la Vallée du Bandama. La localité de Toumodi-Sakassou est un chef-lieu de commune.